# عرس الآخرين (فلم)
عرس الآخرين هو فيلم مغربي من إخراج حسن بنجلون سنة 1990، و بطولة كل من عزيز سعد الله، هناء حجيج، عبد الله شاكيري، فاطمة وشاي، عمر شنبوط، وآخرون.

## القصة
في دار قديمة بأحد الأحياء الشعبية في مدينة الدار البيضاء، تعيش ثلاث أسر في مكان ضيق، لكل منهما غرفة واحدة، عبدو وتامو متزوجان منذ فترة، يبحثان عن عمل، أما الحاجة وأبنائها شايب وجميلة فإنهم يسكنون الغرفة الثانية، وفي الغرفة الثالثة يسكن عجوز لا يغادر المكان قط، يمسك سبحته، ويرد على تحية العابرين.

## روابط خارجية
- بنجلون: انزعاج الحسن الثاني من «عرس الآخرين» كان سوء فهم